# Seefeld (Stadland)
Das Dorf Seefeld liegt östlich der Meeresbucht Jadebusen, es bildet mit den Ortschaften Rodenkirchen und Schwei die Gemeinde Stadland, die im niedersächsischen Landkreis Wesermarsch liegt.

## Ortsteile
Seefeld besteht aus den Bauerschaften: Augustgroden, Norderseefeld, Seefeld, Seefeldermoor, Norderaußendeich, Morgenland, Süderaußendeich und Reitland.

## Geografie und Landschaft
Seefeld befindet sich mitten in einer Kulturlandschaft, die durch Landgewinnungsmaßnahmen geprägt ist. Im Umfeld Seefelds lässt sich eine Marsch- und Moorkolonisation finden, die an die Tradition der Hollerkolonisation Stedingens anschließt. Außerdem gibt es Grodenlandschaften, die im Bereich des Lockfleths entstanden und nach dessen Abdeichung urbar gemacht wurden. Das historisch als „Seefeld“ bezeichnete Gebiet befindet sich nördlich des heutigen Dorfes. Hier stehen noch heute die Höfe, die Mitte des 17. Jahrhunderts unter der Führung der Oldenburger Grafen gegründet wurden. Diese Höfe und die dazugehörigen Flurstücke heben sich von der Umgebungslandschaft ab. Sie stehen, im Gegensatz zu den üblichen Reihendörfern der Umgebung, alleine und weisen keine länglichen Flurstücke auf. Im Gebiet um Seefeld finden sich zahlreiche friesische Gulfhäuser und niederdeutsche Hallenhäuser. Südwestlich von Seefeld liegt die Ortschaft Reitland; östlich Morgenland; westlich Augustgroden.

## Geschichte

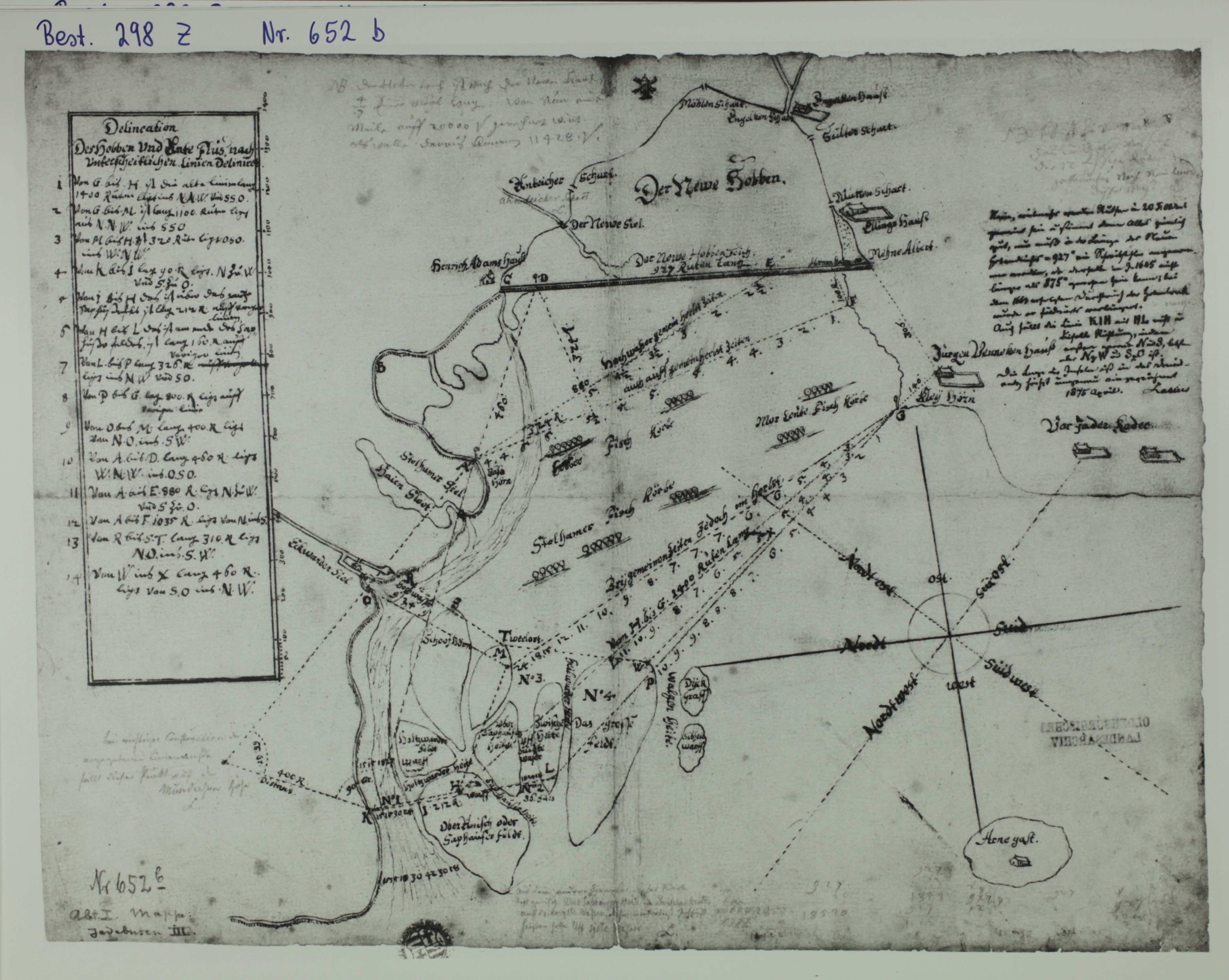
Das Seefeld 1645, hier als „Der newe Hobben“ bezeichnet

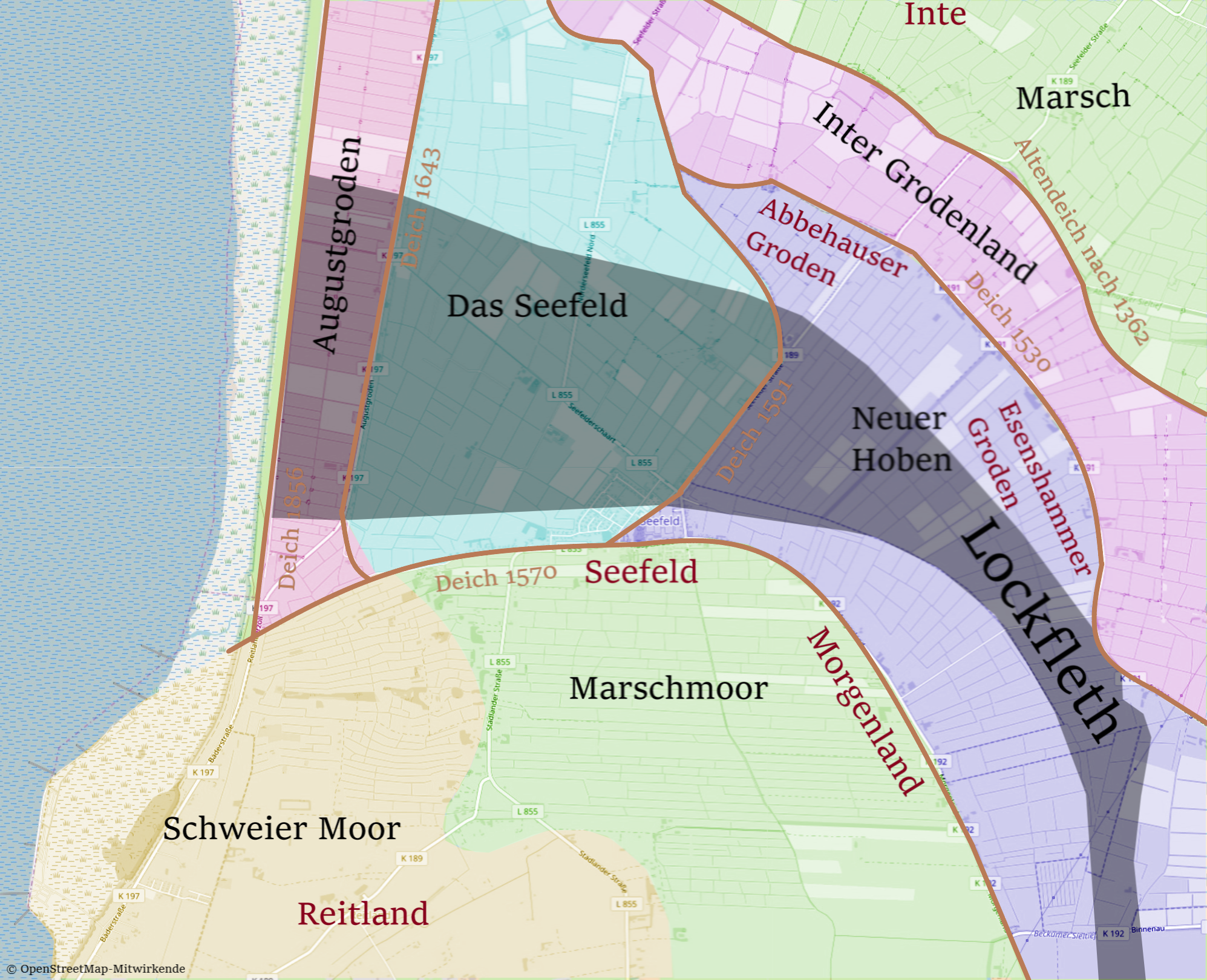
Landgewinnung bei Seefeld, dunkel das Flussbett des Lockfleth, braun die Deiche.

### Mittelalter
Es liegen keine Erkenntnisse darüber vor, ob Menschen vor der frühen Neuzeit auf dem Gebiet Seefelds gelebt haben. Belegt ist etwa drei Kilometer nördlich die mittelalterliche Johanniterkommende Inte.

#### Trockenlegung des Lockfleth

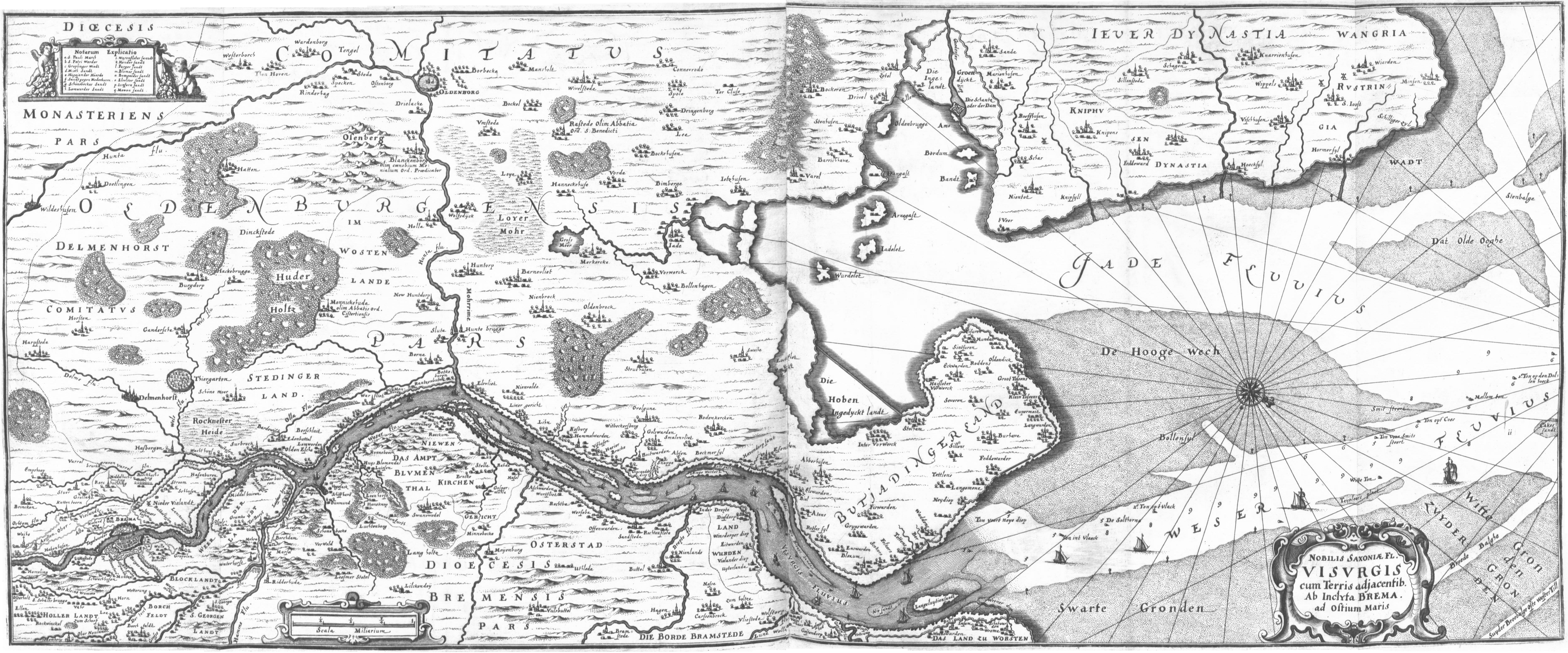
Der neu eingedeichte Hoben (Seefeld) um 1643, Die Hoben Ingedyckt landt

Seefeld befindet sich im Überschwemmungsbereich des historischen Meeresarmes Lockfleth, welcher mit der Zweite Marcellusflut 1362 einen Weg vom Jadebusen durch die Wesermarsch, bis in die Weser beim heutigen Brake fand. Zuvor lag auf dem Gebiet des „Seefeld“ ein Moor. Der Meeresarm trennte das Stadland und Butjadingen vom Festland und schuf so eine Insellage. Mit der Eroberung des Gebietes nach der Schlacht an der Hartwarder Landwehr durch die Oldenburger Grafen begann im 16. Jahrhundert die Trockenlegung des Lockfleths, deren Zweck neben wirtschaftlichen Aspekten, auch der politisch gewollte physische Anschluss des Stadlandes an das Oldenburger Herrschaftsgebiet war. Diese Trockenlegung ist für die Entstehung des Ortes Seefeld entscheidend. Unter Graf Johann V. von Oldenburg wurde um 1516 bei Ovelgönne ein Deich quer durch das Flussbett des Lockfleth gebaut. Die darauf folgenden Deichabschnitte (1520, 1530, 1555, 1557, 1591, 1643) rückten immer weiter nach Westen in Richtung Jadebusen vor.

### Frühe Neuzeit

#### Neuer Hoben
Eine besondere bauliche Leistung war die Gewinnung des Neuen Hoben, dem Teil des Überschwemmungsgebietes des Lockfleth das östlich von Seefeld liegt. Der für diesen Zweck errichtete Deich wurde über sieben Jahre gebaut und konnte 1591 abgeschlossen werden. Der Deich querte auch das noch nicht trockengefallene Bett des Lockfleth, weshalb dieses Gebiet auch heute noch viel tiefer liegt als die Umgebung. Die heutige Seefelder Straße folgt dem Verlauf dieses Deiches bis zum Abbehauser Hörneweg, auf dem der Deich weiter nach Nordosten führte. Durch das Ausbleiben von Strömung und der damit einhergehenden Ablagerung von Sedimenten, bildete sich vor diesem Deich ein Groden, das „Seefeld“. Unter Graf Anton Günther wurde 1643 mit der Errichtung des Neuen Hobendeiches eben dieses „Seefeld“ dem Meer abgerungen.

#### Urbarmachung der Seefelds

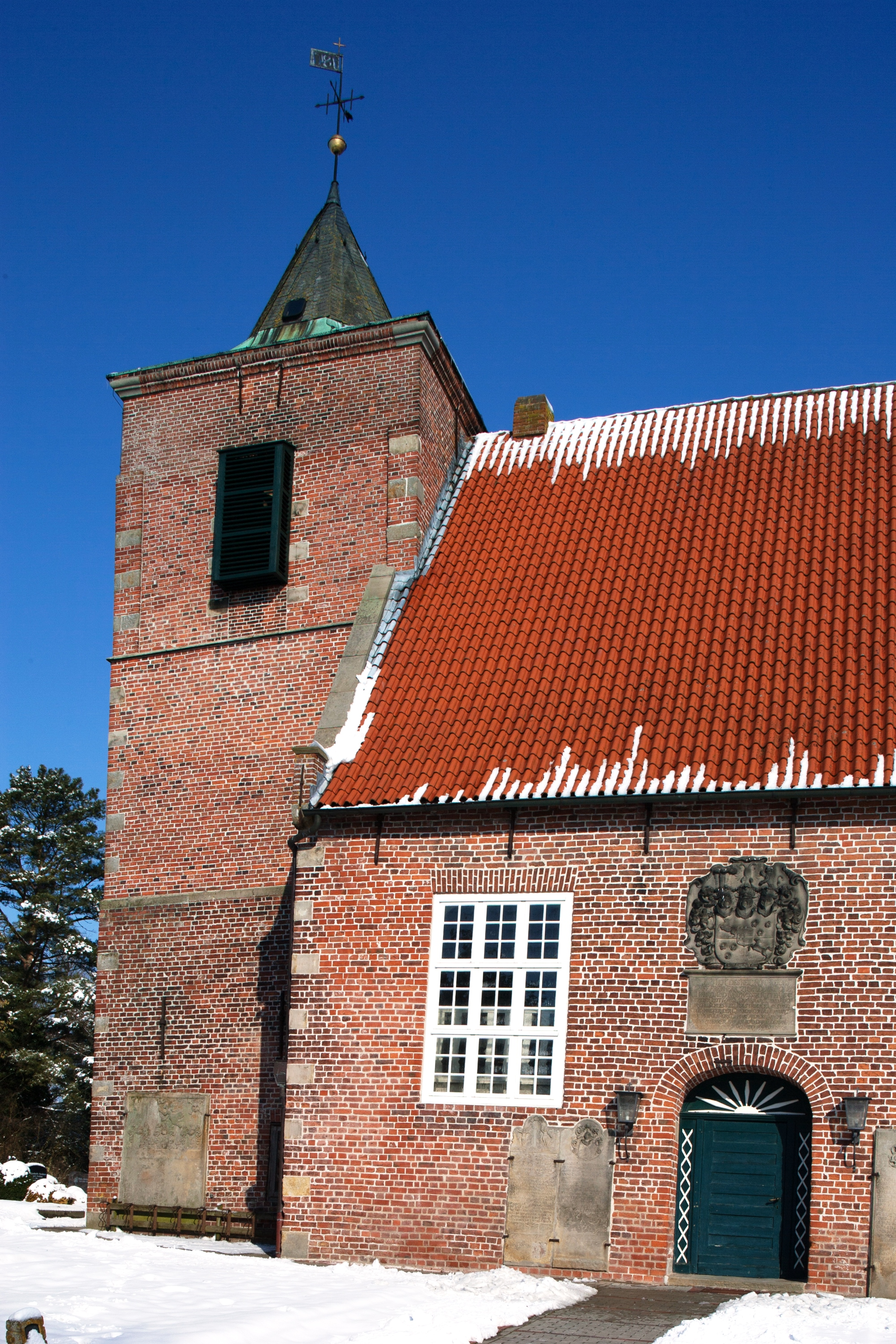
Kirche

Das fruchtbare Gebiet westlich der heutigen Seefelder Straße wurde ebenso wie die anderen neu gewonnenen Ländereien im Flussbett des Lockfleths als landesherrliches Eigentum (Allod) der Oldenburger Grafen beansprucht und mit einem gräflichen Vorwerk kolonialisiert. Etwa zwei Drittel des 870 ha umfassenden Landes gingen an der Vorwerk. Ein Drittel wurde an Begünstigte des Grafen ausgegeben, wie an das Kloster Blankenburg oder der Gattin des Grafen Prinzessin Sophie Katharina von Holstein-Sonderburg. Das wertvollste Stück Land schenkte Graf Anton Günther 1648 seinem Diplomaten Hermann Mylius für seine Verdienste bei der Verankerung des Weserzolls. Dieser richtete dort das adelige freie Gut Gnadenfeld ein (heute gegenüber der Gaststätte am Seefelder Schaart).

#### Anton I. von Aldenburg erbt Seefeld
Da Graf Anton Günther von Oldenburg keinen legitimienen Erben hatte, erreichte er unter großer Mühe eine Legitimierung seinen unehelichen Sohnes Anton I. von Aldenburg. Der Großteil des Erbes Anton Günthers ging an das Königreich Dänemark, dem Graf gelang es aber seinen legitimierten Sohn mit der Herrschaft Kniphausen auszustatten, zu der auch das „Seefeld“ gehörte.

#### Kirchenbau
Anton I. von Aldenburg ließ für seine Heuersleute in Seefeld, Morgenland und Seefelder Außendeich auf dem 1591 errichteten alten Deich eine 1679 eingeweihte Kirche bauen. Nach der Gründung der Kirche bildete sich der Ortskern des heutigen Seefeld, das Seefelder Kirchdorf oder auch Neuenkirchen, dessen Name aber kurz darauf zu Seefeld geändert wurde.

#### Entstehung des Kirchdorfes
Eines der ersten Gebäude des Kirchdorfes war die Pastorei, die 1676 errichtet wurde. Die erste Küsterei mit Schule ist für 1677 nachgewiesen. Darauf folgte unter anderem ein Kauf- und ein Gasthaus. Auf dem Kartenabschnitt der Vogtei Schwey der Oldenburger Vogteikarte ist das Seefeld der frühen Neuzeit dokumentiert. Das Ausmaß der Siedlung betrug 10 Höfe, die in unmittelbarer Nähe der Kirche am alten Deich lagen. Neben den Höfen an der Kirche gab es einen zweiten Ortskern um das Gut Gnadenfeld, beide wuchsen mit der Zeit zusammen.

### 19.–20. Jahrhundert

#### Ziegelei
Seefeld verfügte im 19. Jahrhundert über eine Ziegelei. Diese wurde 1874 vom Domänenpächter Friedrich Reinhard Bruns etwa 200 Meter östlich der Seefelder Mühle und nördlich der Hauptstraße errichtet. Möglicherweise erhoffte sich der Eigentümer ein gutes Geschäft, denn zu dieser Zeit wurden Straßen aus Klinker gebaut, wie etwa die Strecke Varel – Rodenkirchen, an der 14 Ziegeleien in der ganzen Region arbeiteten. Andere Ziegeleien befanden sich zu dieser Zeit etwa in Burhave, nördlich und südlich von Atens und in Rodenkirchen. Auf der Landstelle der Ziegelei befand sich zuvor das landwirtschaftliche Anwesen „Hobenhausen“. Die Ziegelei verarbeitete die Erde des 1574 errichteten Deiches, auf dem sich heute die Gebäude der Seefelder Hauptstraße befinden. Außerdem wurde Erde vom Hobendeich mittels Lorenzügen geholt, die auf einem Bahndamm von Raitlanderzoll Nr. 7 in West-Ost-Richtung bis zur Ziegelei fuhr.
Kurz nach der Jahrhundertwende sollen in der Ziegelei 1,25 Millionen Steine im Jahr hergestellt worden sein. Die Ziegelei beschäftigte 12 Arbeiter. Von 1896 bis 1910 gehörten zu der Anlage etwa 8 ha Grundbesitz. Eine weitere Ziegelei die ebenfalls einen Deich abziegelte befand sich südlich von Grünhof, in der Nähe von Binnenau. Die in Seefeld und in Binnenau hergestellten Steine waren aufgrund der salpeterhaltigen Erde von schlechter Qualität.

#### Zoll
Einige Ortsnamen weisen noch heute auf die Existenz eines Zolls bei Seefeld hin, Reitlander- und Schweierzoll waren Orte, an denen die Straßen gesperrt wurden, um eine Straßennutzungsgebühr zu erheben. 1818 wurden die Binnenzölle in Deutschland durch Grenzzölle abgelöst. Ein einheitliches Zollgebiet gibt es im deutschsprachigen Raum seit 1834. Das Hauptzollamt Wilhelmshaven errichtete 1938 ein Zollhaus samt Wohnungen für zwei Zollbeamtenfamilien in Augustgroden Hausnummer 29. Diese Beamten sollten Passanten auf unverzollte Waren kontrollieren und am Deich und im Groden nach Schmuggelbooten Ausschau halten. 

Seefeld als Teil der Freien Herrschaft Kniphausen und der Edlen Herrschaft Varel. 1835

#### 20. Jahrhundert
In den 1920er Jahren war eine Stromversorgung in Seefeld sichergestellt. Während des Zweiten Weltkriegs wurde in Augustgroden die schwere Flakbatterie Seefeld gebaut. In Reitlanderzoll standen Wehrmachtsbaracken. Die dort befindlichen Flakbunker wurden in der direkten Nachkriegszeit gesprengt. Vereinzelte Bombenabwürfe galten wahrscheinlich dieser Batterie oder waren „Notabwürfe“, sie verursachten nur geringfügige Kriegsschäden und forderten keine Menschenleben. Im März 1945 kamen die ersten Vertriebenen nach Seefeld, sie stammten unter anderem aus Schlesien sowie Ost- und Westpreußen. Die Bevölkerung wuchs durch den Zustrom von Vertriebenen in der Gemeinde Seefeld um knapp die Hälfte. Die ortsansässigen Familien mussten für die Beherbergung dieser Menschen Zimmer räumen. Niedersachsen war Teil der britischen Besatzungszone. Im Mai 1945 besetzten kanadische Truppen kurzzeitig das sogenannte Deutsche Haus (heute Dorfgemeinschaftshaus) in der Ortsmittel Seefelds.

### Verwaltungsgeschichte
Von der Eindeichung des „Seefelds“ im Jahr 1643 bis 1811 gehörte das Kirchspiel Seefeld der Vogtei Schwei an. Seefeld war von 1811 bis 1813 Teil des Französischen Kaiserreiches im Arrondissement Oldenburg im Département des Bouches-du-Weser. 1856 ging aus dem Kirchspiel die Gemeinde Seefeld hervor. Kirchspiel bzw. Gemeinde  Seefeld gehörten zum Amt Abbehausen (1814–1858), Amt Stollhamm (1858–1879), Amt Butjadingen (1879–1933) und dem Landkreis Wesermarsch (1948–1974).  Von 1933 bis 1948 war Seefeld Teil der Gemeinde Abbehausen. 1948 wurde die Gemeinde Seefeld wiederhergestellt. Seit 1974 ist Seefeld Bestandteil der neu gegründeten Gemeinde Stadland.

### Straßennamen
Die Straßennamen der heutigen Siedlung erinnern größtenteils an die Ortsgeschichte. Die frühesten bekannten Siedler im Gebiet der Wesermarsch waren die Chauken (Chaukenstraße), nach der Völkerwanderungszeit tauchen die Friesen als Bewohner auf (Friesenring). Graf Anton Günther (Anthon-Günther-Straße) war für die Eindeichung es Seefelds verantwortlich, sein vertrauter Diplomat Hermann Mylius (Myliusstraße) war Herr des Gutes Gnadenfeld. Der Sohn Anton Günthers Anton I. von Aldenburg (Von-Aldenburg-Straße) ließ die Kirche errichten. Für den Bau einer geziegelten Straße von Varel nach Rodenkirchen wurde, 200 Meter östlich der Mühle, Mitte des 19. Jahrhunderts eine Ziegelei gegründet, die die Erde des Deiches von 1574 verarbeitete. Der Straßenname „Am Ziegeldeich“ erinnert an diese Ziegelei. Das ursprüngliche Kirchdorf verfügte nur über einen Weg, der auf dem alten Deich verlief, den Sülten- oder Sülzenweg (Salzenweg) führte von der Kirche bis zur heutigen Kreuzung Hauptstraße/Kleistraße.

## Sehenswürdigkeiten
Schwimmendes Moor

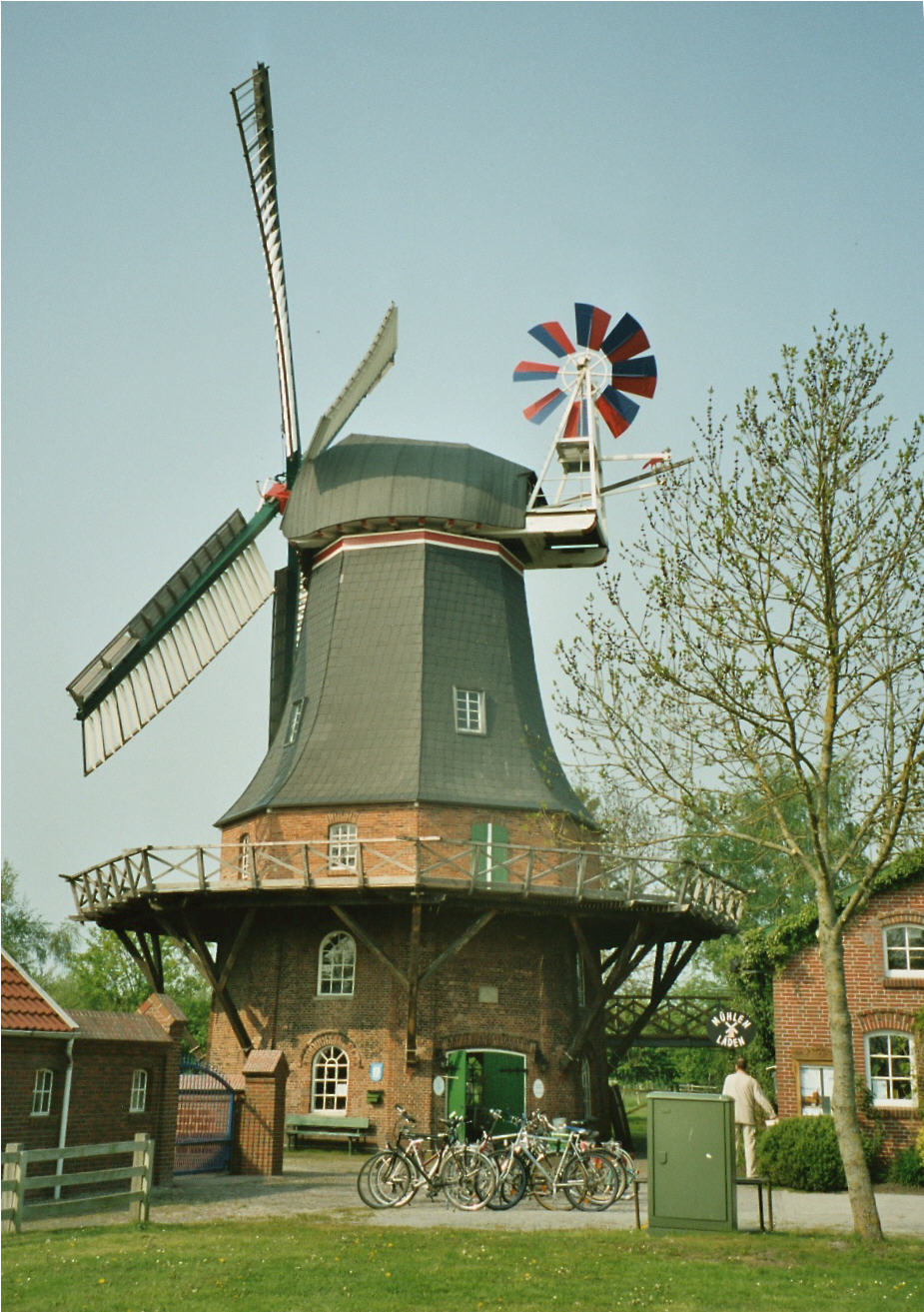
Windmühle Seefeld

Südwestlich von Seefeld, bei Sehestedt, befindet sich das einzigartige Schwimmende Moor am Jadebusen. Das Naturdenkmal ist das einzige Außendeichsmoor der Welt und steht unter Naturschutz.
Seefelder Mühle
Die Seefelder Mühle ist das Wahrzeichen des Ortes.
Seefelder Kirche
Die Seefelder Kirche wurde 1675 als Saalkirche im norddeutschen Barock errichtet.
Bronzezeithaus Hartwarderwurp
Südlich von Seefeld befindet sich das Bronzezeithaus Hartwarderwurp.

## Infrastruktur
In Seefeld befindet sich eine Grundschule, die mittlerweile mit der Grundschule Schwei zusammengelegt wurde. Hier werden die Jahrgänge 1 und 2 beschult. Es gibt eine Sporthalle, einen Fußballplatz und Tennisplätze im Ort.
Vereine
- Fanfaren- und Spielmannszug Seefeld e. V.
- Klootschießer- und Boßelverein Seefeld e. V.
- Schützenverein Seefeld e. V.
- Sportgemeinschaft Schwei-Seefeld-Rönnelmoor e. V.
- Seefelder Turnverein

## Demografie
| Jahr    | Einwohner |
| ------- | --------- |
| 1769    | 1.009     |
| 1793    | 1.061     |
| 1805    | 1.238     |
| 1813/14 | 1.224     |
| 1815    | 1.298     |
| 1858    | 1.622     |
| 1925    | 1.787     |
| 1939    | 1.767     |
| 1946    | 2.217     |
| 1948    | 2.376     |
| 2012    | 1.565     |

## Bekannte Personen
- Hermann Mylius (1603–1657), Oldenburger Diplomat mit dem Prädikat von Gnadenfeld
- Carl Peter Wilhelm Gramberg (1797–1830), Theologe und Pädagoge
- Carl Heinrich Thorade (1841–1896), deutscher Bankier, Person der Arbeiterbewegung und Politiker